# In jener letzten der Nächte
In jener letzten der Nächte (En cette dernière nuit), WAB 17, est un motet composé par Anton Bruckner vers 1848.

## Historique
Bruckner a composé ce motet  vers 1848 à l'Abbaye de Saint-Florian pour la célébration du Jeudi saint. On ne sait pas s'il a été exécuté à cette époque. 
Il en existe deux variantes : une pour soliste et orgue et une pour chœur mixte a cappella. Le manuscrit de la variante pour soliste et orgue est archivé au musée de la ville de Wels. Une transcription de l'autre variante se trouve à l'Österreichische Nationalbibliothek.
Le motet été d'abord édité par Anton Böhm & Sohn, Augsbourg et Vienne, en 1931. Les deux variantes du motet sont éditées dans le volume XXI/15 de la Bruckner Gesamtausgabe.

## Texte
Le texte utilisé par le motet est la première strophe d'un texte de 13 strophes issu du livre de dévotion Die heilige Passion, gefeiert in Liedern, Betrachtungen und Gebeten :
| In jener letzten der Nächte, Da ich am Ölberg gebetet, War ich von Blutschweiß geröthet, Goß ihn in Strömen für dich: Weh! Und wer weiß, ob wohl je Du auch nur denkest an mich! | En cette dernière nuit, Quand je priais au mont des Oliviers, J'étais rouge de sueur sanglante, Que je versais à flot pour toi : Malheur à moi ! Et qui sait, si jamais Tu ne penses aussi qu'à moi ! |

Une transcription utilisant le texte latin In monte oliveti a été publiée par Theodor Bernhard Rehmann, Edition Peters, Leipzig, en 1947.
| In monte oliveti Oravit ad Patrem: "Pater, si fieri potest, Transeat a me calix iste: Fiat voluntas tua." | Au mont des Oliviers, Il pria en s'adressant à son Père : « Père, si cela est possible, Faites que ce calice s´éloigne de moi : Que Votre volonté soit faite. » |

## Composition
Le motet est un choral de la Passion de 22 mesures en fa mineur. Il en existe deux variantes : une pour soliste et orgue et une pour chœur mixte a cappella. 
Comme Crawford Howie l'écrit "In jener der letzten Nächte WAB 17 (vers 1848) et Dir, Herr, dir will ich mich ergeben WAB 12 WAB 12 (vers 1845) pour chœur mixte a cappella sont des harmonisations en forme de choral, probablement le produit des études de [Bruckner] auprès de Zenetti".

## Discographie
Le premier enregistrement de In jener der letzten Nächte a été effectué par Edith Möller avec l'Obernkrichner Kinderchor, LP : Telefunken SLE 14391, 1965
Une sélection des quelque dix enregistrements :

### Variante pour soliste et orgue
- Wilfried Jochens (ténor), Werner Kaufmann (orgue), Music of the St. Florian Period (Jürgen Jürgens) - LP : Jerusalem Records ATD 8503, 1984 ; transféré sur CD BSVD-0109, 2011
- Sigrid Hagmüller (alto), Rupert Gottfried Frieberger (orgue), Anton Bruckner – Oberösterreichische Kirchenmusik CD : Fabian Records CD 5112, 1995
- Ludmila Kuznetzova (mezzosoprano), Ludmila Golub (orgue), Bruckner: Masses and Song (Valeri Poliansky) - CD : Chandos CHAN 9863, 1998
- Günther Groissböck (basse), Matthias Giesen,  In Te Domine Speravi – Gramola CD 99327, 2024

### Variante pour chœur mixte
- Michael Stenov, Cantores Carmeli, Benefizkonzert Karmelitenkirche Linz - CD/DVD édité par le chœur, 2006 - peut être aussi écouté sur YouTube[6]
- Rupert Gottfried Frieberger, Cantoria Plagensis, Anton Bruckner – Kirchenmusikalische Werke – Fabian Records CD 5115, 2007
- Thomas Kerbl, Chorvereinigung Bruckner 2011, Anton Bruckner|Lieder Magnificat - CD : Brucknerhaus LIVA 046, 2011
- Philipp von Steinäcker, Vocalensemble Musica Saeculorum, Bruckner: Pange lingua - Motetten - CD : Fra Bernardo FB 1501271, 2015

#### Note
- Les enregistrements de Frieberger et Stenov contiennent trois strophes. La partition utilisée par Frieberger est issue du Chorheft Bruckner de Reinthaler[7], dans lequel les strophes 2 et 3 proviennent des Ausgewählte Gedichte de Brentano[8]. La partition utilisée par Stenov est issue du livre de chants religieux Unser Kirchenchorbuch für gemischte Stimmen[9].

## Sources
- Anton Bruckner - Sämtliche Werke, Band XXI: Kleine Kirchenmusikwerke, Musikwissenschaftlicher Verlag der Internationalen Bruckner-Gesellschaft, Hans Bauernfeind et Leopold Nowak (Éditeurs), Vienne, 1984/2001
- Cornelis van Zwol, Anton Bruckner 1824-1896 - Leven en werken, uitg. Thot, Bussum, Pays-Bas, 2012.  (ISBN 978-90-6868-590-9)
- Crawford Howie, Anton Bruckner - A documentary biography, édition révisée en ligne